# Mercado relevante
Segundo o direito da concorrência, o mercado relevante define o mercado no qual um ou mais bens competem. Portanto, o Mercado relevante define se dois ou mais produtos podem ser considerados bens substitutos e se constituem, ou não, um mercado específico e separado em relação à análise da concorrência.
O mercado relevante compreende o mercado do produto e o mercado geográfico, que se definem da seguinte forma:
1. O mercado do produto relevante compreende todos os produtos e/ou serviços considerados permutáveis ou substituíveis pelo consumidor  devido às suas características, preços e utilização pretendida.
2. O mercado geográfico relevante compreende a área em que as empresas em causa fornecem produtos ou serviços e onde as condições da concorrência são suficientemente homogéneas.

## Definição e uso
O conceito de mercado relevante consiste em identificar os produtos e as empresas que competem entre si num determinado negócio. Por conseguinte, o mercado relevante é o mercado onde ocorre a competição. A execução das disposições do direito da concorrência não seria possível se não existisse uma referência ao mercado onde essa competição ocorre. O modo como as empresas são capazes de aumentar os seus preços acima dos níveis normais de concorrência depende da possibilidade que os consumidores têm em comprar bens substitutos e da capacidade das empresas em fornecer esses mesmos bens. Quanto menos produtos substitutos existirem, mais difícil se torna para que as empresas consigam iniciar o fornecimento desses produtos, tornando a curva da procura menos elástica, o que faz com que o mais provável seja encontrar preços mais elevados. Por todas estas razões é necessário definir os mercados relevantes para os diferentes casos que são abrangidos pelo direito da concorrência.
O mercado relevante contém todos os produtos substitutos e regiões que exerçam uma forte pressão concorrencial sobre os produtos e as regiões de interesse. Um princípio orientador interessante estipulado por Bishop e Darcey (1995) afirma que "um mercado relevante é algo que vale a pena monopolizar", no sentido em que o mercado relevante inclui todos os produtos substitutos sendo que o controlo desse mercado possibilitaria ao monopolista o aumento lucrativo dos preços dos produtos ao nível do monopólio. Isto só é possível se os produtos deste mercado não forem alvos de pressões concorrenciais por produtos exteriores a esse mesmo mercado.
Um mercado relevante abrange um produto - ou grupo de produtos -  e a área geográfica em que esses produtos são produzidos e comercializados. Portanto, o mercado relevante compreende dois aspectos: o mercado do produto e o mercado geográfico.

### Mercado do produto
O mercado relevante do produto é determinado de acordo com três critérios:
1. Substituição da procura.
2. Substituição da oferta.
3. Competição potencial.

#### Substituição da procura
A substituição da procura ocorre quando os consumidores mudam a sua preferência de um produto para um outro como resposta a uma mudança nos preços relativos dos produtos. Se os consumidores passarem a preferir um outro produto substituto existente ou se começarem a ir buscar os seus bens a outros fornecedores, então, é pouco provável que o aumento dos preços seja lucrativo. Portanto, é necessário incluir progressivamente no mercado relevante os produtos que os consumidores provavelmente escolheriam em resposta a uma subida do preço relativo, repetindo este exercício em cada fase até que se alcance um conjunto de produtos que valham a pena monopolizar.
Ao examinar as escolhas prováveis dos consumidores, é a escolha do consumidor marginal que é importante e não a do consumidor médio. Portanto, um pequeno mas significante número de consumidores (geralmente de 5% a 10%) que passem a preferir um outro produto quando há um aumento de preço é suficiente para que ambos os bens se definam como uma parte integrante do mesmo mercado relevante. Por conseguinte, a existência de um grupo de consumidores que nunca mudaria a sua preferência em resposta a um relativo aumento do preço não chega para concluir que o mercado relevante deva ser definido de forma estrita.
Determinar tanto a extensão provável da substituição da procura, como o nível de substituição que implicaria que a monopolização fosse inviável, exige uma avaliação da "elasticidade preço da procura". Isto é geralmente realizado através do teste SSNIP (small but significant and non-transitory increase in price).

#### Substituição da oferta
Por vezes, os consumidores podem não conseguir reagir a um aumento do preço, no entanto, os produtores podem fazê-lo, aumentando, por exemplo, a sua oferta de forma a satisfazer a procura destes consumidores. Se os outros produtores responderem a um relativo aumento do preço dos produtos fornecidos por um único fornecedor ao orientar as unidades de produção para que se produza um conjunto monopolizado de produtos, então o elevado nível da oferta pode fazer com que qualquer tentativa de aumento de preço seja desvantajosa. Neste caso, os produtores capazes de substituir a oferta devem ser incluídos no mercado relevante.

### Mercado geográfico
O mercado geográfico é uma área onde as condições competitivas aplicáveis ao produto em questão são as mesmas para todos os comerciantes. Os mesmos factores utilizados na definição de mercados de produto relevante devem também ser usados na definição de mercado geográfico relevante.
Os elementos tidos em consideração na definição de mercado geográfico relevante incluem a natureza e as características dos produtos em consideração, a existência de barreiras à entrada, preferências dos consumidores, diferenças nas quotas de mercado das empresas nas áreas circundantes e também as disparidades entre os preços dos fornecedores e custos de transporte.
Um aspecto interessante e que as autoridades da competição têm em conta é os custos de transporte, uma vez que os custos de transporte elevados justificam porque o comércio entre duas regiões pode ser economicamente inviável.